# Jonathan Camacho
Jonathan „Pandilla“ Camacho (eigentlich Julio Jonathan Mosquera Camacho; * 13. Juni 1993 in General Villamil) ist ein ecuadorianischer BMX-Fahrer.
Camacho erreichte nationale Bekanntheit durch seine Manöver in der Halfpipe und ist auch in anderen Disziplinen, wie Street oder Park, sehr erfolgreich. Besonders sein Freestyle-Flow ist außergewöhnlich und inspirierte viele andere Fahrer. Durch seine seit 2015 regelmäßig erfolgte Teilnahme an allen wichtigen internationalen Events, bei denen er sich stets auf den vordersten Rängen platzieren konnte, ist er darüber hinaus einer breiten Öffentlichkeit bekannt geworden. 2021 gewann er die Bronzemedaille bei den Panamerika-Meisterschaften.
In seinem Heimatland Ecuador ist Camacho heute eine nationale Berühmtheit und Vorbild für viele Jugendliche.
Er lebt mit seiner Familie in General Villamil.